# Глазехаузен
Глазехаузен (нем. Glasehausen) — община в Германии, в земле Тюрингия. 
Входит в состав района Айхсфельд. Подчиняется управлению Лайнеталь.  Население составляет 180 человек (на 31 декабря 2010 года). Занимает площадь 2,61 км².

## Демография
| Год  | Численность |
| 1995 | 173         |
| 2000 | 177         |
| 2004 | 189         |